# 吉倉万里
吉倉 万里（よしくら まり、1982年12月30日 - ）は、日本の女性雀士、声優。日本プロ麻雀協会所属。東京都出身。プロ雀士としての愛称は「まりも姫」。既婚者。

## 来歴
- 2002年 青二塾東京校23期生入塾[4]。
- 2003年 青二塾東京校23期生卒業後、青二プロダクションに所属[4]。
- 2006年 12月末付けで退所。
- 2007年 第16期麻雀マスターズで雀士デビュー[2][5]。
- 2015年5月に入籍、2日に挙式[6]。
- 2017年2月3日に帝王切開で男児の出産を報告[7]。

## 人物
特技はエアロビクス。
麻雀ゲームの仕事がきっかけで麻雀を始めたという。もっと麻雀を知りたくなり、プロ雀士を目指したという。
好きな手役はタンヤオ。

## 出演
太字はメインキャラクター。

### テレビアニメ
2001年
- デジモンテイマーズ（李嘉玲）

2003年
- エアマスター（ウェイトレス）

2004年
- 砂ぼうず（滴子、子供、松波の子供）
- 花右京メイド隊 La Verite（メイド）
- BECK（江角）
- 冒険王ビィト（トト）
- ボボボーボ・ボーボボ（子供A、ライト君）
- リングにかけろ1（河井ファン）
- ロックマンエグゼAXESS（売り子C）
- ONE PIECE（2004年 - 2006年、市民、少女）

2005年
- UG☆アルティメットガール（女子生徒、女性）
- Xenosaga THE ANIMATION（百式観測器B）
- それいけ!アンパンマン（ポテトくん〈3代目〉）
- 冒険王ビィト エクセリオン（トト、子供）

2006年
- 怪 〜ayakashi〜 「天守物語」（蜻蛉、葛）
- パピヨンローゼ New Season（ラーマ）
- 祝!(ハピ☆ラキ)ビックリマン（ニャンニャンガールズ）

### 劇場アニメ
2004年
- ONE PIECE 呪われた聖剣

### OVA
1998年
- スライム冒険記 ウルフくん がんばるの巻（子供の声）

### ゲーム
- スーパーリアル麻雀（早坂晶・2代目）

2003年
- 勝負師伝説 哲也2 玄人頂上決戦（ドテ子）
- ボボボーボ・ボーボボ ハジけ祭（つけもの）
- みんなのGOLF4（アヤ）

2004年
- 勝負師伝説 哲也 DIGEST（ドテ子）
- LoveSongs♪ADV 双葉理保19歳 〜冬〜（木ノ内まひる）

2005年
- シャイニング・フォース ネオ（プラム）

2006年
- テイルズ オブ ザ ワールド レディアント マイソロジー（主人公〈女〉）
- NARUTO -ナルト- 木ノ葉スピリッツ!!
- ペルソナ3
- みんなで鍛える全脳トレーニング（あずき）

2007年
- ペルソナ3 フェス